# Пантелей Киселов
Пантелей Георгиев Киселов (още известен като победителят край Тутракан) е български офицер, генерал от пехотата, герой от отбраната на Видинската крепост през Сръбско-българската война (1885), от сраженията при Гечкинли и Селиолу в Балканската война (1912 – 1913), и от добруджанската кампания (1916), командир на 4-та пехотна дивизия (1914 – 1918).

## Биография
Пантелей Киселов е роден на 23 октомври 1863 г. в Свищов. Учи в класното училище в родния си град. На 17 октомври 1880 г. постъпва във Военното на Негово Княжеско Височество училище в София и завършва през 1883 г., като на 30 август е произведен в чин подпоручик.

### Сръбско-българска война (1885)
Участва в Сръбско-българската война (1885) като ротен командир в защита на Видинската крепост. Служи в Свищовска № 15 пеша дружина, 14-и пехотен македонски полк и 6-и пехотен търновски полк.
На 24 март 1886 г. е произведен в чин поручик, а на 1 януари 1888 г. в чин капитан, служи като ротен командир, началник на Свищовския граничен участък и дружинен командир във Варна и във 2-ри искърски полк. През 1904 г. е произведен в чин подполковник. От 9 декември 1909 година до 2 март 1912 година е командир на 5-и пехотен дунавски полк, като през 1910 г. е произведен в чин полковник. На 10 март 1912 година полковник Киселов е назначен за командир на 8-и пехотен приморски полк.

### Балкански войни (1912 – 1913)
По време на Балканска война (1912 – 1913) полкът на полковник Киселов влиза в състава на 2-ра бригада от 4-та пехотна преславска дивизия (3-та армия) и се сражава при Селиолу, Гечкенли и Караагач.
През Междусъюзническата война (1913) с полка си се сражава срещу сърбите на Калиманската укрепена линия.
След войната през септември 1913 г. е назначен за командир на 2-ра бригада от 4-та пехотна преславска дивизия, а през 1914 г. поема командването и на самата дивизия.

### Първа световна война (1915 – 1918)
През Първата световна война (1915 – 1918) дивизията на полковник Киселов воюва в състава на 3-та армия, като през 1916 г. е произведен в чин генерал-майор. Командва щурма на 4-та преславска дивизия срещу току-що построената модерна крепост Тутракан. Дивизията най-голяма заслуга за овладяването на Тутраканската крепост и пробива на кубадинската позиция. На 15 август 1917 г. е произведен в чин генерал-лейтенант, а до края на войната се сражава на Македонския фронт.
След войната, от 1918 г. служи като началник на 3-та военноинспекционна област, в края на 1919 г. е произведен в чин генерал от пехотата и уволнен от служба.
Кавалер е на високи военни отличия и е ранен от снаряд през Междусъюзническата война. Като повечето генерали от своето поколение генерал Киселов често е бил виждан в окопите на предната линия. През 1919 г. е уволнен от армията, като малко преди това е произведен в чин генерал от пехотата. От 11 март 1923 г. до 26 февруари 1926 г. е Председател на Федеративния съвет на Съюза на запасните офицери и подофицери в Русе. Негова е идеята да се създаде мемориал „Военна гробница – 1916 г.“ при с. Шуменци, Тутраканско. В края на 1926 г. генералът решава да се премести при сина си Георги, адвокат в София. Героят от Тутракан, изключително уважаван от русенското общество, е изпратен тържествено на гарата от началника на гарнизона, множество офицери, запасното войнство и стотици граждани.
Генерал от пехотата Пантелей Киселов умира на 14 октомври 1927 г. в София.
Пантелей Киселов е женен и има 3 деца.

## Памет
В негова чест, на 7 декември 1934 г. село Емирово е преименувано на Генерал Киселово.
На генерал Пантелей Киселов е наречена улица в квартал „Димитър Миленков“ в София (Карта).

## Военни звания
- Подпоручик (30 август 1883)
- Поручик (24 март 1886)
- Капитан (1888)
- Майор (1899)
- Подполковник (1904)
- Полковник (1910)
- Генерал-майор (1916)
- Генерал-лейтенант (15 август 1917)
- Генерал от пехотата (12 декември 1919)

## Награди
- Военен орден „За храброст“ III степен 1-ви и 2-ри клас
- Княжеский орден „Св. Александър“ III степен с мечове по средата, V степен без мечове
- Народен орден „За военна заслуга“ IV степен на обикновена лента
- Орден „За заслуга“ на обикновена лента
- Германски орден „Железен кръст“ II степен